# Dette publique des États-Unis

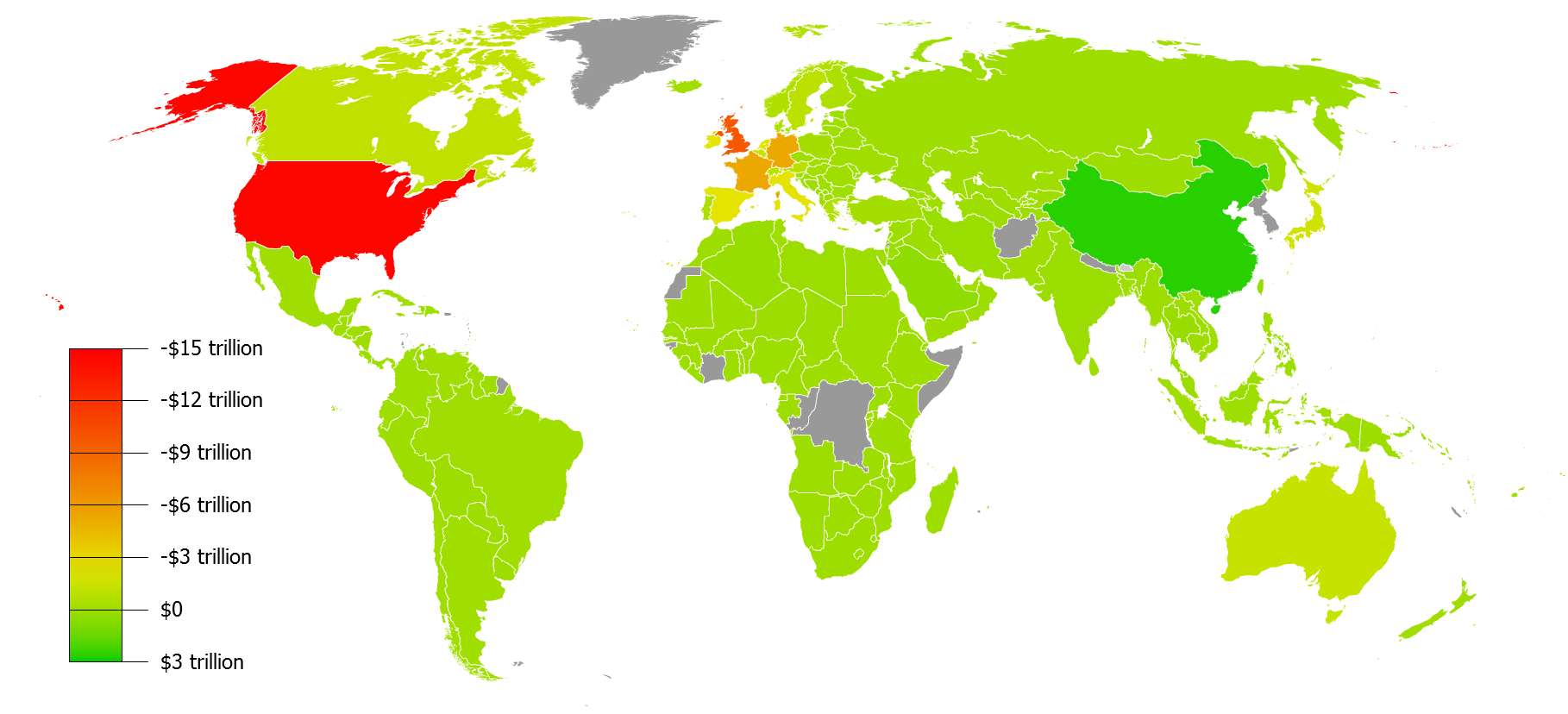
Réserves de devises et d'or, diminuées de leur dette extérieure totale (publique et privée), d'après les données de 2010 du CIA Factbook.

La dette publique des États-Unis ou dette publique américaine, est la dette de l'État américain soit l'ensemble des engagements financiers pris sous forme d'emprunts par l'État ainsi que les collectivités publiques des États-Unis.
La dette augmente donc à chaque fois qu'une dépense publique (investissement ou fonctionnement) est financée par l'emprunt plutôt que par l'impôt, lorsque l'équilibre des comptes publics est en déficit.

## Histoire

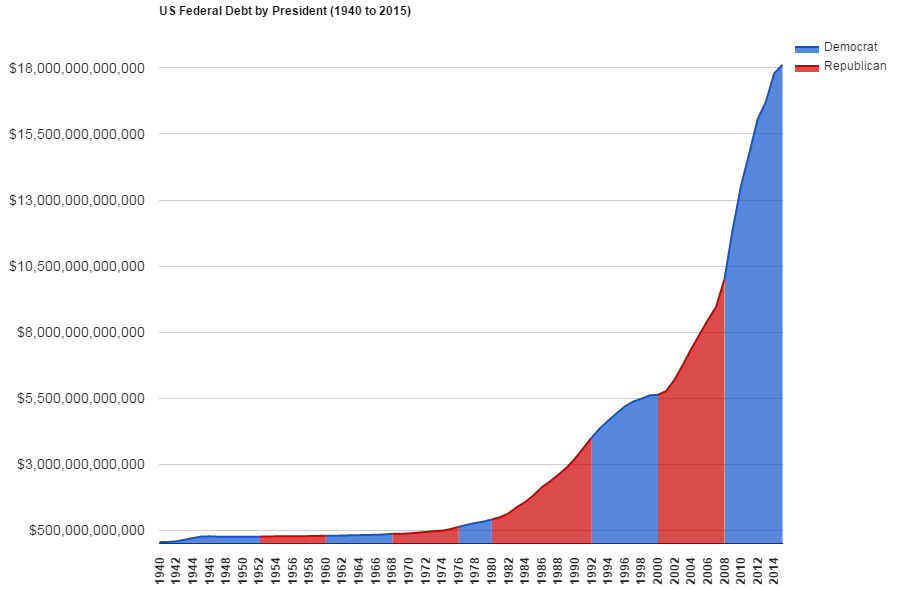
Dette fédérale par président américain de 1940 à 2014.

Philadelphie accueille la première Bourse américaine, en 1790, pour que les investisseurs puissent y échanger le premier emprunt obligataire américain, de 8 millions de dollars, émis pour restructurer la dette des nouveaux États-Unis. Elle restera la principale Bourse américaine jusqu'à la panique de 1837.
Les « Naval Acts » de 1794 et 1798 luttent contre les exactions des pirates franco-cubains par l'émission d'autres obligations pour financer la création d'une US Navy, les Anglais ayant confisqué les navires de guerre à l'Indépendance. La dette publique augmente vite car la première taxe sur les propriétaires terriens, étendues aux maisons et censée financer l'US Navy, déclenche la Fries Rebellion.
En janvier 1835, pour la seule fois de son histoire, la dette publique au niveau fédéral est intégralement remboursée,.
En 1944, les accords de Bretton Woods organisent le système monétaire mondial autour du dollar américain, mais avec un rattachement nominal à l'or. Dans les années 1960, les États-Unis cherchent à s'affranchir de ce rattachement à l'or pour financer la guerre froide. Le 8 janvier 1976, les accords de la Jamaïque confirment officiellement l'abandon du rôle légal international de l'or. Il n'y a plus de système monétaire international organisé.

## Composition
La dette publique des États-Unis a deux composantes : les dettes du budget fédéral des États-Unis et les dettes des États et des collectivités locales.

### Dettes de l'État fédéral

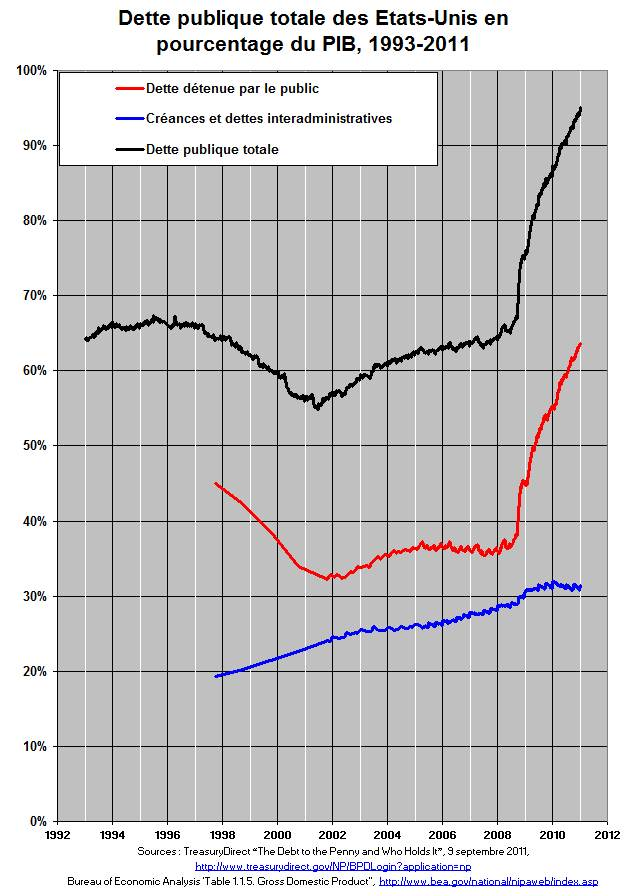
En noir : dette publique totale ou dette du gouvernement Fédéral des États-Unis. En rouge : dette détenue par le public ou dette de marché des États-Unis. En bleu : dette intragouvernementale ou dettes interadministratives des États-Unis. En pourcentage du PIB, 1993-2011

Les dettes de l'État fédéral américain sont également appelées dette publique totale des États-Unis. Elles comprennent deux composantes : la dette détenue par le public et la dette intragouvernementale.

#### Dette détenue par le public

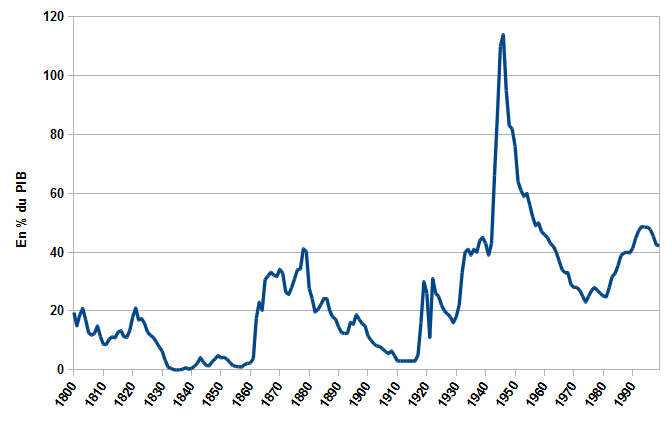
Dette détenue par le public ou dette de marché en % du produit intérieur brut de 1800 à 1999 d'après les données de Niall Ferguson

La « dette détenue par le public » est la dette du gouvernement fédéral américain qui est : 
- soit placée sur le marché, on parle alors de « dette de marché », ce sont les bons du Trésor américain destinés au public. Soit ces bons du Trésor sont des obligations à long terme, ce sont alors des Treasury Bond, soit ces bons sont des obligations à moyen terme, ce sont alors des Treasury Note, soit ces bons sont des obligations à court terme, ce sont alors des Treasury Bill.
- soit rachetée par la Réserve Fédérale. Lorsque la Réserve fédérale des États-Unis achète des bons du Trésor américain, il s'agit d'un assouplissement quantitatif. Entre 2008 et 2012 la Réserve fédérale a acheté 2 300 milliards de dollars de bons du Trésor américain[5]. En d'autres termes, plus de 20 % de la « dette détenue par le public » sont détenus par la Réserve fédérale.

#### Dette intragouvernementale
Il s'agit de fonds de la sécurité sociale américaine placés en bons du Trésor. Elle n'est pas mise sur le marché. En anglais, on parle de « Intragovernmental Debt Holdings ». Elle représente plus de 30 % de la dette de l'État fédéral.

### Dettes des États et des collectivités locales
Les dettes des États, municipalités et des collectivités locales des États-Unis sont des dettes publiques qui ne sont pas comprises dans l'agrégat officiel dette publique totale des États-Unis. Les dettes des collectivités locales américaines sont la plupart du temps exclues des présentations de la dette publique des États-Unis. En Europe, au contraire, les dettes des collectivités locales sont systématiquement incluses lors des présentations de la dette publique. Par exemple, la dette publique au sens de Maastricht inclut les dettes publiques locales. Cette différence de comptabilité fausse la plupart du temps les comparaisons entre la dette publique des États-Unis et celle de l'Europe.
D'après le site internet Usdebtclock, la dette des États américains au 28 août 2012 est de 1 097,468 milliards de dollars, et la dette des collectivités locales est de 1 727,356 milliards de dollars. Ainsi, la dette des États et des collectivités locales représentent 18,4 % du PIB des États-Unis.

## Montant de la dette

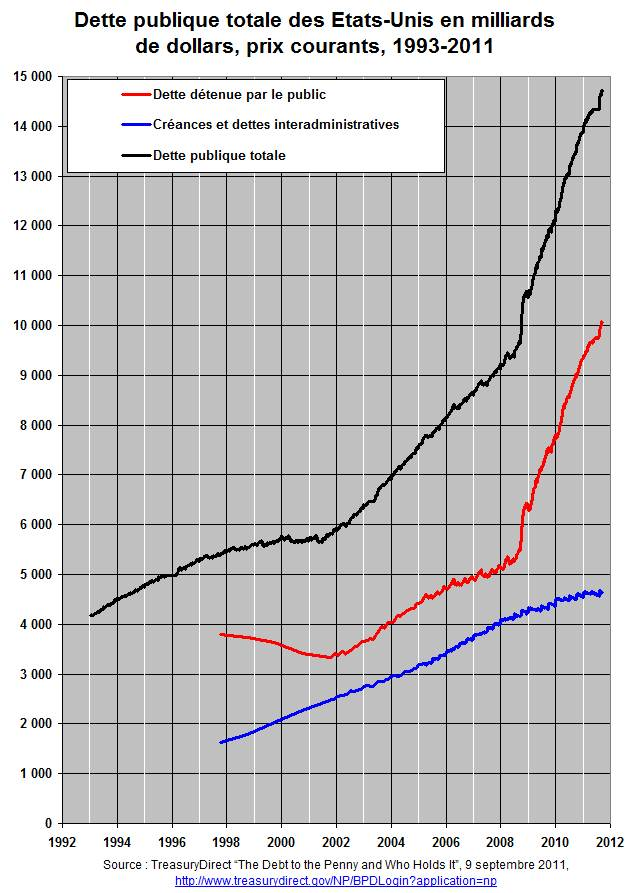
Dette de l'État fédéral américain en milliards de dollars, prix courants, 1993-2011.

- En septembre 2008, la dette de l'État fédéral américain atteignait la somme de 10 025 milliards de dollars américain soit environ 72 % du produit intérieur brut.
- Le 30 septembre 2009, le niveau de la dette de l'État fédéral américain atteignait 11 776 milliards de dollars, soit environ 84 % du produit intérieur brut[7].
- Le 1er juin 2010, le niveau de la dette de l'État fédéral américain atteignait 13 050 milliards de dollars, soit 88 % du produit intérieur brut projeté par le gouvernement pour l'année en cours[8].
- Le 1er avril 2011, le niveau de la dette de l'État fédéral américain atteignait 14 251 milliards de dollars[9].
- Le 15 novembre 2011, le niveau de la dette de l'État fédéral américain atteignait 15 033,6 milliards de dollars à la clôture des comptes quotidiens du Trésor[10].
- En 2011 la dette de l'État fédéral américain a dépassé les 100 % du produit intérieur brut d'après une estimation du Fonds monétaire international[11].
- Les dix premiers mois de l'exercice budgétaire, octobre 2011-juillet 2012, ont vu le déficit budgétaire atteindre 973 milliards de dollars, en baisse de 11 % par rapport à l'année précédente. La Maison blanche révise à la baisse son estimation du déficit pour l'exercice en cours, à 1 211 milliards de dollars, c'est-à-dire 7,8 % du PIB[12].
- Le 29 octobre 2012, le niveau de la dette de l'État fédéral américain atteignait 16 199 milliards de dollars; le plafond de la dette est à cette date de 16 394 milliards de dollars.
- Le 16 octobre 2013, le plafond de la dette a été porté à 16 700 milliards de dollars jusqu'au 7 février[13]. Le précédent plafond a été immédiatement dépassé[14].
- Le 12 septembre 2017, le niveau de la dette de l'Etat fédéral atteignit le seuil des 20 000 milliards de dollars[15].
- Au 19 janvier 2023, la dette américaine atteindrait maintenant 31 400 milliards notamment à la suite de la crise des subprimes ainsi que de la crise économique provoquée également après la rentrée 2019 avec l'arrivée du Coronavirus, la Fed pourrait sauf un accord de dernière minute, se retrouver en défaut de paiement à partir du 1er juillet 2023[16],[17].
- Le 4 octobre, le gouvernement des États-Unis a annoncé une augmentation sans précédent de la dette nationale, s'élevant à 275 milliards de dollars en une seule journée. À la suite de cette augmentation, la dette nationale des États-Unis a atteint un niveau record de plus de 33 442 milliards de dollars. Cette situation financière préoccupante a suscité de vives controverses au sein du Congrès américain, notamment en raison des craintes d'un éventuel défaut de paiement. En réponse à l'inflation galopante, la Réserve fédérale a entrepris d'augmenter considérablement les taux d'intérêt, ce qui a accru la charge financière du gouvernement fédéral liée aux intérêts de la dette[18].

## Évolution
| année fiscale | Dette brute | % du PIB | Dette intra- gouvernementale | Dette envers la Réserve Fédérale | Dette détenue par le public | % du PIB |
| ------------- | ----------- | -------- | ---------------------------- | -------------------------------- | --------------------------- | -------- |
| 1940          | -50,7       | 51,6 %   | 7,9                          | 2,5                              | 40,3                        | 41,1 %   |
| 1945          | -260,1      | 114,9 %  | 24,9                         | 21,8                             | 213,4                       | 94,3 %   |
| 1946          | -271,0      | 118,9 %  | 29,1                         | 23,8                             | 218,1                       | 95,6 %   |
| 1950          | -256,9      | 92,1 %   | 37,8                         | 18,3                             | 200,7                       | 71,9 %   |
| 1960          | -290,5      | 54,3 %   | 53,7                         | 26,5                             | 210,3                       | 39,3 %   |
| 1970          | -380,9      | 36,3 %   | 97,7                         | 57,7                             | 225,5                       | 21,5 %   |
| 1980          | -909,0      | 32,5 %   | 197,1                        | 120,8                            | 591,1                       | 21,1 %   |
| 1990          | -3 206,3    | 54,2 %   | 794,7                        | 234,4                            | 2 177,1                     | 36,8 %   |
| 2000          | -5 628,7    | 55,5 %   | 2 218,9                      | 511,4                            | 2 898,4                     | 28,6 %   |
| 2005          | -7 905,3    | 61,3 %   | 3 313,1                      | 736,4                            | 3 855,9                     | 29,9 %   |
| 2006          | -8 451,3    | 61,8 %   | 3 622,4                      | 768,9                            | 4 060,0                     | 29,7 %   |
| 2007          | -8 950,7    | 62,5 %   | 3 915,6                      | 779,6                            | 4 255,5                     | 29,7 %   |
| 2008          | -9 986,1    | 67,7 %   | 4 183,0                      | 491,1                            | 5 311,9                     | 36,0 %   |
| 2009          | -11 875,9   | 82,4 %   | 4 331,1                      | 769,2                            | 6 775,5                     | 47,0 %   |
| 2010          | -13 528,8   | 91,4 %   | 4 509,9                      | 811,7                            | 8 207,2                     | 55,5 %   |
| 2011          | -14 764,2   | 96,0 %   | 4 636,0                      | 1 664,7                          | 8 463,5                     | 55,0 %   |
| 2012          | -16 050,9   | 100,1 %  | 4 769,8                      | 1 645,3                          | 9 635,8                     | 60,1 %   |
| 2013          | -16 719,4   | 101,2 %  | 4 736,7                      | 2 072,3                          | 9 910,4                     | 60,0 %   |
| 2014          | -17 794,5   | 103,2 %  | 5 014,6                      | 2 451,7                          | 10 328,2                    | 59,9 %   |
| 2015          | -18 120,1   | 100,8 %  | 5 003,4                      | 2 461,9                          | 10 654,7                    | 59,2 %   |
| 2016          | -19 539,4   | 105,8 %  | 5 371,8                      | 2 463,5                          | 11 704,2                    | 63,4 %   |
| 2017          | -20 205,7   | 105,4 %  | 5 540,3                      | 2 465,4                          | 12 200,0                    | 63,6 %   |

Remarque : de 1942 à 1979, l'année fiscale commence le 1er juillet. À partir de 1979, l'année fiscale commence le 1er octobre.
Selon le FMI, les États-Unis seront le seul pays industrialisé à voir à moyen terme une augmentation de leur endettement public, de 107,8 % du PIB en 2017 à 117 % en 2023, du fait de la réforme fiscale votée par le Parlement sur proposition du président Trump.

## Plafond d'endettement et falaise fiscale
Une loi est régulièrement votée par le congrès pour fixer un plafond d'endettement. La loi H. J. Res. 45 promulguée le 12 février 2010 relève le plafond de la dette de l'État fédéral américain à 14.3 billions de dollars,.
Le Congrès augmente à nouveau le plafond fin juillet 2011, après de très dures négociations politiques.
La falaise fiscale est la suspension de 607 milliards de dollars d'exemptions d'impôts et de subventions au premier janvier 2013 : baisses d'impôts de George Bush (297 milliards), baisses de cotisations sociales (95 milliards), allocations chômage temporaires, ainsi que de coupes de dépenses automatiques dans le budget fédéral (séquestration) à hauteur de 65 milliards de dollars. Celles-ci ont été votées lors du relèvement du plafond de la dette. D'après Natixis, la falaise budgétaire aura un impact récessif de 4 points de PIB sur l'économie américaine.

## Dégradation de la note de la dette à long terme
L'agence de notation financière chinoise Dagong, qui avait abaissé en juillet 2000 la note attribuée à la dette publique à long terme des États-Unis de « AAA » à « AA », puis l'avait abaissée à nouveau à « A+ », l'a encore dégradée à « A » le 3 août 2011. Dagong considérait que les différends entre les deux partis politiques américains sur la question du déficit auraient montré l'influence négative que le régime politique des États-Unis peut avoir sur la base économique du pays. L'agence chinoise, qui donne à la dette à long terme la note « AA+ », abaissait ainsi la note des États-Unis au niveau de celle de la Russie.
Le 5 août 2011, l'agence de notation financière Standard & Poor's abaissait la note attribuée à la dette publique à long terme des États-Unis de « AAA », la note maximale, au niveau immédiatement inférieur (« AA+ »), ce qui n’était jamais arrivé auparavant à ce pays. De plus, l’agence qualifiait de « négative » sa perspective à long-terme sur le pays, avec la possibilité d’une nouvelle baisse de la notation dans les deux ans à venir. Elle justifiait sa décision par les risques politiques de voir le pays prendre des mesures insuffisantes contre son déficit public. La note de la dette à court terme restait cependant « A-1+ ».
En mai 2025, l'agence de notation Moody's reclassent les États-Unis, en Aa1, D'après Moody's « Les administrations américaines successives et le Congrès ne sont pas parvenus à s’entendre sur des mesures visant à inverser la tendance aux importants déficits budgétaires annuels et à la hausse des charges d’intérêts ».

## Détenteurs de la dette
Les détenteurs de dette publique des États-Unis sont soit nationaux, soit étrangers (foreign holders).
En 2025, les investisseurs étrangers détiennent environ 30 % de la dette publique des États-Unis détenue par le public, soit environ 8 817 milliards de dollars sur un total de près de 29 000 milliards de dollars. Cette proportion est en baisse par rapport à près de 50 % en 2008, reflétant une tendance à la diminution de la participation étrangère dans la dette américaine.
Parmi les détenteurs étrangers, et comme l'indique le graphique, on relève qu'au cours des années 2000, la Chine (en rouge) supplante le Japon (en bleu clair) comme principal détenteur de titres de dette publique des États-Unis.

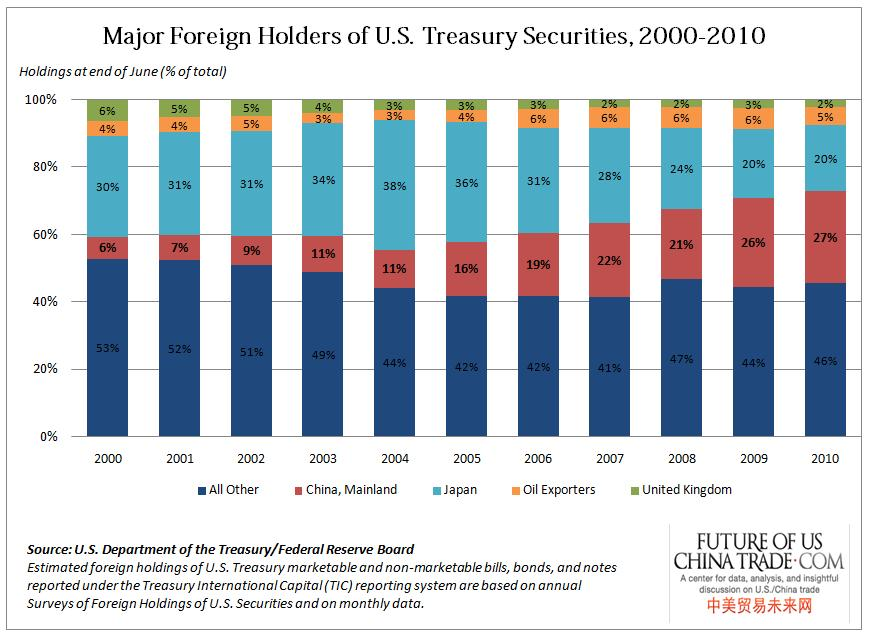
Étrangers détenteurs de la dette publique américaine, évolution 2000-2010.